# Henrettelsen af Saddam Hussein
Henrettelsen af Saddam Hussein skete lørdag den 30. december 2006. Hussein var blevet dømt til døden ved hængning, efter at han var blevet fundet skyldig og dømt for forbrydelser mod menneskeheden ved Iraks særlige domstol for mordet på 148 irakiske shiamuslimer i byen Dujail i 1982, der skete som gengældelse for et attentatforsøg mod ham.
Saddam Hussein var Iraks præsident fra 16. juli 1979 til 9. april 2003, hvor man blev afsat efter en amerikansk-ledet invasion. Efter hans tilfangetagelse i ad-Dawr, tæt på hans hjemby Tikrit, blev han fængslet i Cropper-lejren. Søndag den 5. november 2006 blev han dømt til døden ved hængning.
Den irakiske regering offentliggjorde en video af henrettelsen, der viser ham blive ført til galgen, og slutter ved at vise hans hoved igennem løkken. Der opstod internationale kontroverser, da en uautoriseret mobiloptagelse viste Hussein omgivet af landsmænd, der hånede ham på arabisk, og viste efterfølgende selve henrettelsen efter en faldlem åbnes under Hussein. Selve seancen blev kritiseret af flere lande, herunder også lande, der går ind for dødsstraf. Den 31. december 2006 blev Saddam Husseins lig flyttet til hans fødested Al-Awja, tæt på Tikrit, og han blev begravet nær sine familiemedlemmer.